# Helen Lewis
Helen Lewis (ur. 21 listopada 1967) – australijska judoczka.
Srebrna medalistka mistrzostw Oceanii w 1985. Trzecia na igrzyskach Wspólnoty Narodów w 1986, w turnieju pokazowym. Mistrzyni Australii w 1986 roku.